# Emily Aston
Emily Jane Aston (* 26. Februar 1982 in Rossendale, Lancashire) ist eine britische Schauspielerin.

## Leben
Emily Aston hatte Rollen in Fernsehserien wie zum Beispiel Heartbeat, Coronation Street, Robin Hood oder Doctors. 1995 spielte sie im britischen Thriller Butterfly Kiss – neben Amanda Plummer und Saskia Reeves – die Rolle der Katie. Im Comedy-Drama Heartlands – Mitten ins Herz (2002) spielte sie – neben Michael Sheen und Mark Addy – eine Nebenrolle. Im britischen Thriller-Drama Blutrache – Dead Man’s Shoes (2004) spielte sie – neben Paddy Considine und Toby Kebbell – die Rolle der Patti. Im Fernsehfilm Mein Freund auf vier Pfoten (2006) hatte sie – neben Keeley Hawes und Ben Miles – eine Nebenrolle. 

## Filmografie (Auswahl)
- 1990–1991: Children’s Ward (Fernsehserie, 4 Episoden)
- 1992: Covington Cross (Fernsehserie, 1 Episode)
- 1994–2010: The Bill (Fernsehserie, 3 Episoden)
- 1995: Casualty (Fernsehserie, 1 Episode)
- 1995: Butterfly Kiss
- 1995–2008: Heartbeat (Fernsehserie, 3 Episoden)
- 1996–1997: Coronation Street (Fernsehserie, 6 Episoden)
- 1999: Peak Practice (Fernsehserie, 2 Episoden)
- 2000: Where the Heart Is (Fernsehserie, 2 Episoden)
- 2002: Heartlands – Mitten ins Herz (Heartlands)
- 2004: Holby City (Fernsehserie, 1 Episode)
- 2004: Blutrache – Dead Man’s Shoes (Dead Man's Shoes)
- 2004: Millions
- 2004: Conviction (Fernsehserie, 1 Episode)
- 2004: Blackpool (Fernsehserie, 1 Episode)
- 2005: Funland (Fernsehserie, 10 Episoden)
- 2006: Sinchronicity (Fernsehserie, 1 Episode)
- 2006: The Amazing Mrs Pritchard (Fernsehserie, 1 Episode)
- 2006: Robin Hood (Fernsehserie, 1 Episode)
- 2006: Mein Freund auf vier Pfoten (After Thomas, Fernsehfilm)
- 2008: Doctors (Fernsehserie, 1 Episode)
- 2011: Trollied (Fernsehserie, 1 Episode)
- 2011: This Is England ’88 (Fernsehserie, 3 Episoden)